# Verwaltungsgemeinschaft Leuna-Kötzschau

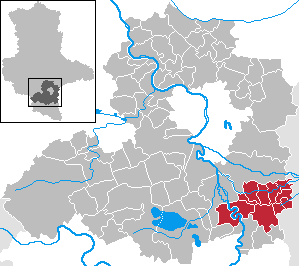
Lage der VG Leuna-Kötzschau im Saalekreis

In der Verwaltungsgemeinschaft Leuna-Kötzschau des Saalekreises waren elf Gemeinden zur Erledigung der Verwaltungsgeschäfte zusammengeschlossen. Die Verwaltungsgemeinschaft wurde am 14. Juni 2006 aus der verwaltungsgemeinschaftsfreien Stadt Leuna sowie sechs Gemeinden der Verwaltungsgemeinschaft Kötzschau gebildet.
Die Bildung der Verwaltungsgemeinschaft war bereits Ende 2005 genehmigt worden und sie sollte ursprünglich zum 31. Dezember 2005 ihre Arbeit aufnehmen. Rechtliche Schritte gegen die Neubildung dieser Verwaltungsgemeinschaft verzögerten jedoch das Wirksamwerden der entsprechenden Vereinbarung bis zum 14. Juni 2006. Am 1. Oktober 2006 kamen auch die vier restlichen Gemeinden der Verwaltungsgemeinschaft Kötzschau hinzu.
Am 31. Dezember 2009 wurden die Gemeinden  Günthersdorf, Horburg-Maßlau, Kötschlitz, Kötzschau, Kreypau, Rodden, Zöschen und Zweimen in die Einheitsgemeinde Stadt Leuna eingegliedert.
Mit der Eingliederung der Gemeinde Friedensdorf nach Leuna und der Gemeinde Wallendorf (Luppe) nach Schkopau am 1. Januar 2010 wurde die Verwaltungsgemeinschaft aufgelöst.

## Die ehemaligen Mitgliedsgemeinden mit ihren Ortsteilen
- Friedensdorf
- Günthersdorf
- Horburg-Maßlau
- Kötschlitz
- Kötzschau
- Kreypau
- Leuna, Stadt
- Rodden
- Wallendorf (Luppe)
- Zöschen
- Zweimen